# Lema trivittata
Lema trivittata är en skalbaggsart som beskrevs av Thomas Say 1824. Lema trivittata ingår i släktet Lema och familjen bladbaggar.

## Underarter
Arten delas in i följande underarter:
- L. t. trivittata
- L. t. medionota